# Козёл отпущения (фильм, 2012)
«Козёл отпущения» (англ. The Scapegoat) — британский телевизионный фильм 2012 года, адаптация одноимённого романа Дафны Дюморье.

## Сюжет
Действие фильма происходит в Англии в 1952 году. Учитель греческого языка Джон Стэндинг, только что потерявший работу, заходит в паб, где встречает своего двойника, неудачливого бизнесмена Джонни Спенса. Стэндинг рассказывает о своём увольнении и сетует на одиночество, Спенс же жалуется на семью нахлебников и завидует свободе Джона.
Стэндинг просыпается утром с тяжёлым похмельем и обнаруживает, что Спенс сбежал, бросив свои вещи и забрав багаж учителя. Вскоре в его комнату решительно входит Джордж, шофёр бизнесмена, который отвозит непонимающего Джона в имение Спенсов. Стэндинг пытается рассказать о случившемся, но его не принимают всерьёз. Безработный учитель решает и дальше играть роль Джонни.
Он знакомится с маленькой, но самостоятельной дочерью Спенса Мэри Лу и его импульсивным братом Полом. Посещает мать Джонни, зависимую от морфия. Узнаёт, что жена Спенса Фрэнсис боится своего мужа, а сестра Бланш — люто ненавидит. Выясняет, что у бизнесмена есть две любовницы — супруга Пола Нина и художница Бела.
Стэндинг посещает фабрику Спенсов, где рабочие приветствуют его ликованием. Джон узнаёт, что бизнесмен должен был заключить контракт о финансировании своей фабрики, но в главном кабинете он обнаруживает уведомление о разрыве договора. Учитель понимает, что стал козлом отпущения, но не теряет надежды исправить ситуацию.
Он находит два способа для спасения фабрики. Первый: ему будет выплачена крупная сумма в случае, если Фрэнсис родит наследника мужского пола или умрёт раньше Джонни. Второй: сестра сможет воспользоваться своими средствами, если передать ей руководство над фабрикой. Джон избирает второй путь и рассказывает об истинном положении дел.
Со временем учитель понимает, что семья Спенса, которую тот описывал как алчную и эгоистичную, на самом деле не является таковой. Стэндинг налаживает отношения с женой и братом, подталкивает мать к тому, чтобы она избавилась от наркотической зависимости. Но когда все обитатели поместья выезжают на охоту, туда возвращается настоящий Джонни Спенс, который вкалывает своей жене смертельную дозу морфия.
Джон Стэндинг вовремя узнаёт об этом и с помощью экономки Шарлотты спасает жизнь Фрэнсис. Учитель находит бизнесмена на фабрике. Между ними завязывается спор и Спенс решает убить Стэндинга, сбросив его тело в котёл с расплавленной сталью. Но Джон оказывается ловче Джонни, и начавшаяся драка заканчивается смертью бизнесмена.
Учитель возвращается в больницу к Фрэнсис, где признаётся ей в любви. Он объясняется с обеими любовницами Джонни и благодарит брата за поддержку. После Джон приходит в дом Спенсов, где смягчившаяся Бланш соглашается принять командование над фабрикой. Стэндинг с облегчением соглашается и готовится покинуть чужой дом, но экономка Шарлотта, догадавшаяся о подмене, отговаривает его.
Фильм заканчивается идиллической сценой, в которой беременная Фрэнсис, Бланш, Нина, Пол и Мэри Лу играют в теннис. После они вместе с Джоном, леди Спенс и прислугой смотрят по телевизору церемонию коронации Елизаветы II.

## Актёры
- Мэттью Риз — Джон Стэндинг / Джонни Спенс
- Айлин Эткинс — леди Спенс, мать Джонни
- Элис Орр-Юинг — Фрэнсис, жена Джонни
- Эндрю Скотт — Пол, брат Джонни
- Джоди Мэй — Бланш, сестра Джонни
- Шеридан Смит — Нина, жена Пола
- Сильви Тестю — Бела, художница
- Элоиз Уэбб — Мэри Лу, дочь Джонни
- Фиби Николлс — Шарлотта, экономка
- Пип Торренс — Джордж, дворецкий
- Энтон Лессер — отец МакРиди, пастор

## Производство
Съёмки фильма стартовали в ноябре 2011 года. Несколько сцен было снято в Лондоне, большая часть — в поместье Небуорт-хаус, в графстве Хартфордшир. Премьерный показ состоялся 9 сентября, на следующий день фильм вышел на дисковом носителе.

## Отзывы
Обозреватель The Guardian Сэм Уолластон в целом положительно оценил картину, написав, что классический сюжет о том, как «человек заходит в бар, встречает своего двойника и невольно забирает не только его пальто, но и всю его жизнь», был воплощён «искусно и увлекательно». Рецензент The Telegraph Майкл Дикон дал картине среднюю оценку, написав, что фильм является «довольно захватывающим», только если зритель не читал оригинального романа. «Козёл отпущения» был номинирован на премию «Золотой Хьюго» международного кинофестиваля в Чикаго.